# Пёрвис, Дэниел
Дэ́ниел Скотт Пёрвис (англ. Daniel Purvis; 13 ноября 1990, Ливерпуль, Великобритания) — британский гимнаст, бронзовый призёр летних Олимпийских игр 2012 года в командном первенстве, бронзовый призёр чемпионата мира 2010 года, чемпион Европы 2012 года.

## Спортивная биография
Заниматься спортивной гимнастикой Дэниел начал в 7 лет. Первый старт на международной арене у Пёрвиса состоялся в 2002 году. На молодёжном уровне Дэниел становился чемпионом Европы в командном многоборье и серебряным призёром в индивидуальном многоборье. С 2008 года Пёрвис начал привлекаться в основную сборную Великобритании. Первые крупные успехи в карьере Пёрвиса состоялись на чемпионате Европы 2010 года в Бирмингеме. Молодой гимнаст стал серебряным призёром в командном многоборье и бронзовым призёром в индивидуальном многоборье. В том же году Пёрвис стал бронзовым призёром чемпионата мира в Роттердаме в вольных упражнениях.
В 2011 году на чемпионате Европы в Берлине Дэниел завоевал бронзовую медаль в индивидуальном многоборье, поделив его с украинцем Николаем Куксенковым. В 2012 году Дэниел завоевал свою первую взрослую золотую медаль крупных международных соревнований. На чемпионате Европы в Монпелье сборная Великобритании завоевала золото в командном многоборье.
В июле 2012 года Пёрвис принял участие в летних Олимпийских играх в Лондоне. В квалификационном раунде Дэниел выступил на всех снарядах и с 10-м результатом пробился в финал в индивидуальном многоборье, но при этом ни на одном из 6-ти снарядов Пёрвис не смог пробиться в финал. Финал многоборья прошёл для британца не слишком успешно. Особенно не задались у Дэниела параллельные брусья, с которых он упал во время исполнения. В результате он набрал 88,332 балла и занял 13-е место. В финале командных соревнований Пёрвис также выступил на всех снарядах. Наиболее успешными для британца оказались вольные упражнения, где он набрал 15,533 балла, что позволило в итоге сборной Великобритании стать бронзовыми призёрами игр.
Дважды подряд в 2011 и 2012 годах Пёрвис становился чемпионом Великобритании в индивидуальном многоборье.